# Comuna Pidhirne, Vasîlivka
Pidhirne (în ucraineană Підгірне) este o comună în raionul Vasîlivka, regiunea Zaporijjea, Ucraina, formată din satele Hladke, Pidhirne (reședința) și Zelenîi Hai.

## Demografie
Componența lingvistică a comunei Pidhirne
     Ucraineană (91,95%)
     Rusă (7,65%)
     Alte limbi (0,08%)
Conform recensământului din 2001, majoritatea populației comunei Pidhirne era vorbitoare de ucraineană (91,95%), existând în minoritate și vorbitori de rusă (7,65%).